# Olivia Rodrigo
Olivia Isabel Rodrigo (Temecula, Kalifornija, 20. veljače 2003.) američka je glumica, pjevačica i kantautorica. Poznata je po ulogama Paige Olvere u seriji Bizaardvark Disney Channela i Nini Salazar-Roberts u seriji High School Musical: The Musical: The Series na platformi Disney+. Godine 2020. potpisala je ugovor s diskografskim kućama Interscope i Geffen Records, a debitantski singl "Drivers License" objavila je u siječnju 2021.; taj se singl pojavio na prvom mjestu glazbenih ljestvica više država, među kojima je i SAD. Njezin je debitantski album Sour objavljen 21. svibnja 2021. i dobio je pozitivne kritike. Njegovoj je objavi prethodila objava dvaju singlova, "Deja Vu" i "Good 4 U", od kojih je potonji postao njezin drugi singl koji je debitirao na prvom mjestu američke glazbene ljestvice.

## Rani život
Olivia Isabel Rodrigo rođena je 20. veljače 2003. u kalifornijskom gradu Temeculi. S očeve je strane filipinskog podrijetla. Njezina je majka njemačkog i irskog podrijetla. Rodrigo je izjavila da se njezin pradjed u tinejdžerskoj dobi doselio iz Filipina u Sjedinjene Države i da njezina obitelj slijedi filipinsku tradiciju. Kad joj je bilo šest godina, počela je ići na satove glume i pjevanja, a počela je glumiti u kazališnim predstavama koje su organizirale škole Lisa J. Mails Elementary School i Dorothy McElhinney Middle School. Kad je počela glumiti u seriji Bizaardvark, preselila se iz Murriete u Los Angeles.

## Karijera

### Glumačka karijera
Rodrigo se prvi put pojavila na televiziji u reklami tvrtke Old Navy. Godine 2015. pojavila se u ulozi Grace Thomas u filmu An American Girl: Grace Stirs Up Success. Iduće je godine stekla slavu ulogom Paige Olvere, gitaristice u seriji Bizaardvark Disney Channela; glumila je u toj ulozi tri sezone.
U veljači 2019. utjelovila je glavni lik Nini Salazar-Roberts u seriji High School Musical: The Musical: The Series, koja je na platformi Disney+ premijerno prikazana u studenome te godine; glazbi u seriji Rodrigo je pridonijela pjesmom "All I Want" i pjesmom "Just for a Moment", koju je napisala s kolegom glumcem Joshuom Bassettom. Dobila je pohvale kritičara za svoju ulogu, a Joel Keller s mrežnog mjesta Decider opisao ju je "posebno magnetičnom".

### Glazbena karijera
Rodrigo je 2020. potpisala ugovor s Interscope Recordsom i Geffen Recordsom. Debitantski je singl "Drivers License", koji je napisala s producentom Danom Nigrom, objavila 8. siječnja 2021. Dobio je pozitivne kritike i dvaput je srušio rekord na Spotifyu za najslušaniju neblagdansku pjesmu dnevno; ta je pjesma 11. siječnja preslušana 15,7 milijuna puta, a idući dan više od 17 milijuna puta. Debitirala je na prvom mjestu ljestvice Billboard Hot 100 i pojavila se na prvom mjestu ljestvica u Australiji, Irskoj, na Novom Zelandu, u Nizozemskoj, Norveškoj i Ujedinjenom Kraljevstvu. Rodrigo je u intervjuu izjavila da je to bio "definitivno najluđi tjedan u mojem životu... Moj se cijeli život odmah promijenio."
Dana 1. travnja 2021. objavila je drugi singl, "Deja Vu", koji je debitirao na osmom mjestu ljestvice Billboard Hot 100; tako je postala prva glazbenica čije su prve dvije pjesme u karijeri zauzele neko od prvih deset mjesta te ljestvice. Treći singl, "Good 4 U", objavljen je 14. svibnja 2021. i postao je njezin drugi singl koji se pojavio na prvom mjestu ljestvice Billboard Hot 100. Njezin je debitantski album Sour objavljen 21. svibnja 2021. i dobio je pozitivne kritike. Charlie Gunn iz The Forty-Fivea nazvala ga je "najboljim albumom sazrijevanja od ranih uradaka Taylor Swift ili Lorde", a Robin Murray iz časopisa Clash izjavio je da se Rodrigo smatra jednom od najboljih umjetnica generacije Z.

#### Glazbeni stil i utjecaji
Rodrigo je opisana kao glazbenica čija glazba pripada popu i pop rocku. Izjavila je da je nadahnjuju Taylor Swift i Lorde. Za sebe je rekla da je "najveća [obožavateljica Taylor Swift] na cijelom svijetu". Kao dodatne glazbene utjecaje izdvojila je Fionu Apple, St. Vincent i Cardi B.

## Privatni život
Rodrigo je članica instituta Geena Davis Institute on Gender in Media.

## Diskografija
Studijski albumi
- Sour (2021.)
- Guts (2023.)

## Vanjske poveznice

### Sestrinski projekti
|  | Zajednički poslužitelj ima još gradiva o temi Olivia Rodrigo |

### Mrežna mjesta
- Službene stranice
- Olivia Rodrigo na IMDb-u